# Clephydroneura gymnura
Clephydroneura gymnura là một loài ruồi trong họ Asilidae. Clephydroneura gymnura được Oldroyd miêu tả năm 1938. Loài này phân bố ở miền Ấn Độ - Mã Lai.